# Cromstrijen
Cromstrijen es un antiguo municipio neerlandés situado en la provincia de Holanda Meridional.
En 2016 tiene 12 792 habitantes.
Comprende las localidades de Klaaswaal y Numansdorp.
Se ubica unos 15 km al sur de Róterdam, sobre la carretera A29 y en el límite con Brabante Septentrional.